# Кедри в снега
„Кедри в снега“ (на английски: Snow Falling on Cedars) е американска съдебна драма от 1999 г. на режисьора Скот Хикс, базиран на едноименния роман на Дейвид Гутерсън по сценарий на Рон Бас и Скот Хикс, във филма участват Итън Хоук, Джеймс Кромуел, Макс фон Сюдов, Йоуки Кудо, Рик Юн, Джеймс Ребхорн, Сам Шепърд и Ричард Дженкинс.
Филмът получи смесени отзиви. Номиниран е за „Оскар“ за най-добра кинематография, и пет награди „Сателит“, включително за най-добра драма.

## Актьорски състав
| Актьор              | Роля                   |
| ------------------- | ---------------------- |
| Итън Хоук           | Ишмаел Чембърс         |
| Рийв Карни          | младият Ишмаел Чембърс |
| Джеймс Кромуел      | Съдия Фийлдинг         |
| Макс фон Сюдов      | Нийлс Гудмъндсън       |
| Йоуки Кудо          | Хатцу Миамото          |
| Ан Сузуки           | младата Хатцу          |
| Ричард Дженкинс     | Шериф Арт Моран        |
| Джеймс Ребхорн      | Алвин Хукс             |
| Сам Шепърд          | Артър Чембърс          |
| Рик Юн              | Кацуо Миамото          |
| Сеиджи Иноуей       | младият Кауцо          |
| Силия Уестън        | Ета Хейн               |
| Кари-Хироюки Тагава | Зенхичи Миамото        |
| Ерик Тал            | Карл Хайн младши       |

## В България
В България филмът е издаден на VHS на 4 октомври 2000 г. от Александра Видео.
Излъчва се и по bTV.